# كورفينو سان كيريكو (بافيا)
كورفينو سان كيريكو (بالإيطالية: Corvino San Quirico)‏ هي بلدة تقع في مقاطعة بافيا بإقليم لومبارديا في شمال إيطاليا. تبلغ مساحة هذه المدينة 4.4 (كم²)، وترتفع عن سطح البحر م، بلغ عدد سكانها 1084 نسمة في عام 2004 حسب إحصاء المعهد الوطني للإحصاء.

## السكان
في سنة 1861 بلغ عدد السكان 1٬331 نسمة، وتطور العدد ليصل في سنة 2011 لـ 1٬034 نسمة.
يظهر هذا المخطط البياني تطور النمو السكاني لـ كورفينو سان كيريكو (بافيا)